# Лепајци
Лепајци су насељено место у саставу града Крапине у Крапинско-загорској жупанији, Хрватска. До територијалне реорганизације у Хрватској налазили су се у саставу старе општине Крапина.

## Становништво
На попису становништва 2011. године, Лепајци су имали 391 становника.

## Попис1991.
На попису становништва 1991. године, насељено место Лепајци је имало 418 становника, следећег националног састава:
| Попис 1991.‍ | Попис 1991.‍ | Попис 1991.‍ | Попис 1991.‍ | Попис 1991.‍ |
| ----------- | ----------- | ----------- | ----------- | ----------- |
|             |             |             |             |             |
| Хрвати      | Хрвати      |             | 415         | 99,28%      |
| непознато   | непознато   |             | 3           | 0,71%       |
| укупно: 418 |             |             |             |             |